# Destino fatale
Destino fatale (Earthly Possessions) è un film tv del 1999 diretto da James Lapine con protagonisti Susan Sarandon e Stephen Dorff.

## Trama
Charlotte è la moglie di un pastore, annoiata dalla sua vita. Nel corso del suo matrimonio ha più volte deciso di lasciare il marito e rifarsi una nuova esistenza. Quando ormai sembra giunta sul punto di farlo viene presa in ostaggio da un giovane durante una rapina in banca.
Il rapimento unirà molto i due, tanto da modificare radicalmente le opinioni e gli stili di vita di entrambi.

## Produzione
Il film è stato girato a New York e prodotto dalla Rastar Production in associazione con HBO Pictures.